# Naufragio della Katër i Radës
Il naufragio della Katër i Radës, noto anche come tragedia di Otranto o tragedia del Venerdì Santo del 1997, è stato un sinistro marittimo avvenuto il 28 marzo 1997 all'omonima motovedetta albanese (in italiano: Quattro in Rada).
La nave, carica di circa 120 profughi in fuga dall'Albania in rivolta, entrò in collisione nel canale d'Otranto con la corvetta Sibilla della Marina Militare italiana, che ne contrastava il tentativo di approdo sulla costa italiana. Nel conseguente affondamento perirono 81 persone di cui si riuscì a recuperare il corpo e, si stima, tra 27 e 24 persone mai ritrovate. I superstiti furono 34.

## Contesto storico
Dopo anni di isolamento forzato e di divieto assoluto di espatrio, con ordini di aprire il fuoco al confine, al crollo del regime socialista in Albania nel 1990 migliaia di albanesi iniziarono a fuggire in Italia e Grecia. Due grandi ondate di persone raggiunsero l'Italia, prima nel marzo e poi nell'agosto 1991. La prima ondata fu innescata dalla diffusione della notizia che l'Italia stava concedendo visti d'ingresso, cosicché migliaia di persone si imbarcarono al porto di Durazzo su natanti di ogni dimensione diretti in Italia, mentre il governo comunista albanese era ancora in piedi. A quel punto, circa 20.000 rifugiati albanesi avevano già raggiunto l'Italia, la maggior parte dei quali sbarcati a Brindisi. Nel gennaio 1997 scoppiò una gravissima crisi in Albania a seguito di un'immensa truffa di marketing piramidale, che portò il paese all'anarchia, caos, deterioramento sociale e nella violenza criminale. Il 2 marzo 1997 avvenne una ribellione con conseguente dichiarazione dello stato di emergenza nazionale e l'imposizione del coprifuoco. L'emigrazione albanese in Italia raggiunse il suo apice nella seconda metà di marzo, quando si verificò una forte pressione sui centri di accoglienza italiani e provocando una forte reazione nell'opinione pubblica italiana. L'Italia concluse allora un accordo bilaterale con l'Albania, affinché la Marina Militare italiana potesse abbordare tutte le navi albanesi in cui si fosse imbattuta nelle acque internazionali del canale d'Otranto: venne così istituita l'operazione Bandiere bianche, che attuò de facto un blocco navale.

## Il naufragio

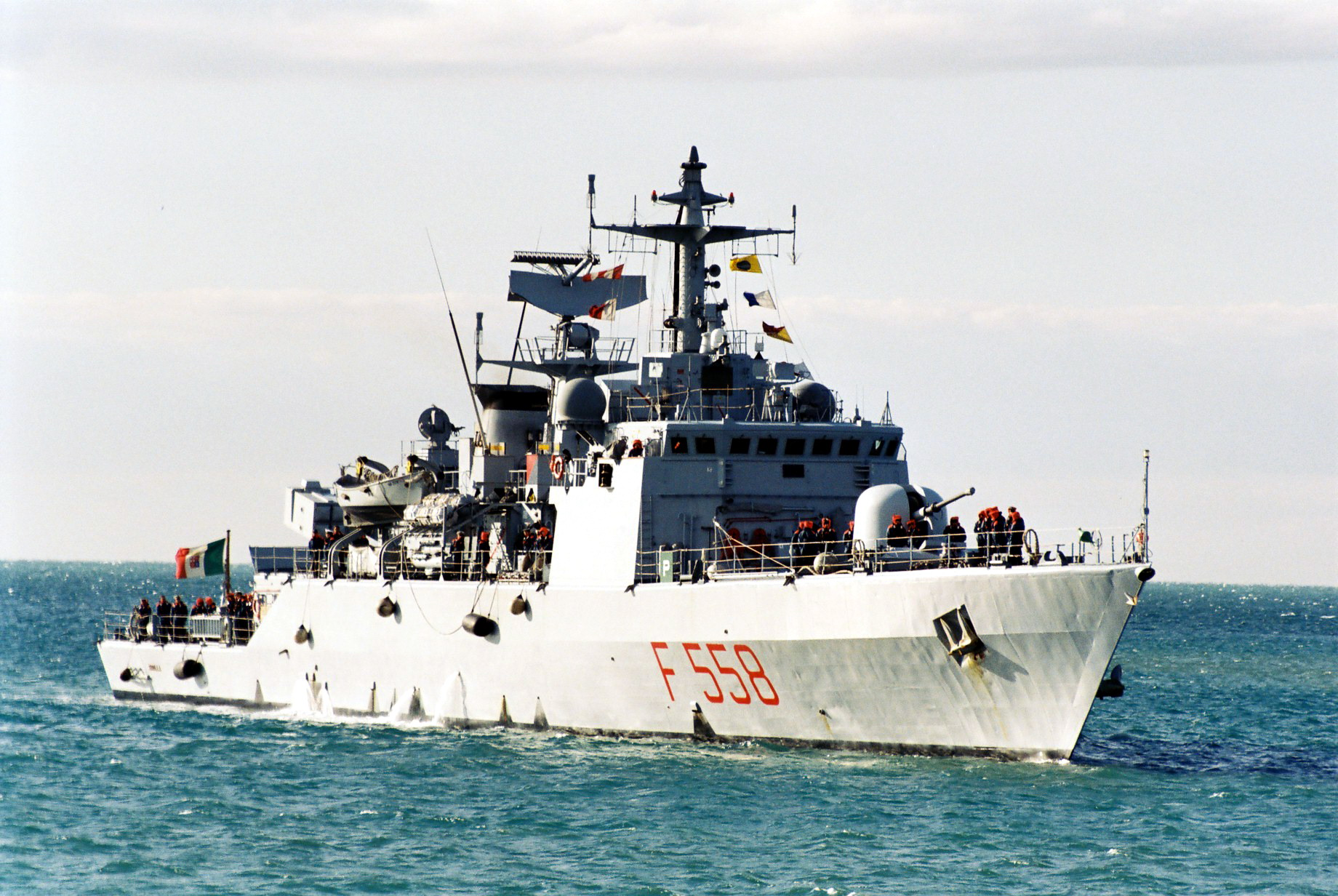
La corvetta Sibilla della Marina Militare Italiana.

La Katër i Radës era stata rubata al porto di Saranda da gruppi criminali che gestivano il traffico di immigrati clandestini. Partì da Valona nel pomeriggio (alle 16:00) del 28 marzo 1997 carica di profughi che cercavano di raggiungere le coste italiane, per fuggire dall'Albania in preda all'anarchia. Sulla piccola imbarcazione, progettata per 9 membri dell'equipaggio, avevano trovato invece posto verosimilmente 142 persone.
Alle 17:15 al largo dell'isola di Sàseno fu avvistata dalla fregata Zeffiro, impegnata nell'operazione Bandiere Bianche, nome in codice con cui era nota l'operazione di blocco navale realizzata per limitare gli sbarchi delle cosiddette carrette del mare provenienti dalle coste albanesi. Nave Zeffiro intimò alla Katër i Radës (inizialmente identificato come un motoscafo con circa 30 civili a bordo) di invertire la rotta, ma la nave albanese proseguì. Quindici minuti più tardi la nave viene presa in consegna dalla corvetta Sibilla, più piccola ed agile, che si occupò di effettuare le manovre di allontanamento, avvicinandosi in cerchi sempre più stretti alla Katër i Radës.
Alle 18:45 avvenne l'urto che fece ribaltare la nave albanese, che alle 19:03 affondò definitivamente. Secondo alcune testimonianze, dopo il ribaltamento della nave albanese, la Sibilia si sarebbe inizialmente allontanata per poi ritornare circa 20 minuti dopo. Vennero subito recuperati i cadaveri di almeno 52 persone, mentre il numero totale di vittime venne stimato in 83 passeggeri. I sopravvissuti furono condotti nel porto di Brindisi, dove arrivarono alle 2:45 del mattino seguente; caricati su un autobus, raggiunsero un centro per l'immigrazione per essere identificati.

## Reazioni all'incidente
Il 29 e 30 marzo 1997 la notizia del disastro fu pubblicata in prima pagina da tutti i quotidiani italiani, riportando il senso di gravità dell'incidente, che venne definito come una collisione o speronamento.
Il 28 marzo il Consiglio di sicurezza delle Nazioni Unite adottò la Risoluzione 1101, che istituì una forza multinazionale di protezione in Albania per facilitare la fornitura di assistenza umanitaria: la missione Alba venne affidata al governo italiano e comprendeva la partecipazione di 6 500 soldati provenienti da altri otto paesi (Austria, Danimarca, Francia, Grecia, Romania, Slovenia, Spagna e Turchia). La ragione non dichiarata dell'intervento fu quella di arginare il flusso dei rifugiati.
Il 31 marzo venne proclamato un giorno di lutto nazionale in Albania.
L'incidente sollevò interrogativi sull'entità del potere che lo Stato può utilizzare per proteggersi da accessi non autorizzati. Anche se fu indubbio che l'affondamento fosse involontario, vi furono controversie sul fatto che fosse stato causato da manovre pericolose e che esse potessero essere sproporzionate in relazione alla necessità di fermare la nave irregolare. Alcuni esperti sostengono che lo Stato ha l'obbligo di limitare le azioni coercitive sproporzionate rispetto al rischio di intrusione. L'Alto commissariato delle Nazioni Unite per i rifugiati criticò il blocco italiano come "illegale", poiché l'Italia lo aveva stabilito solo attraverso un accordo bilaterale intergovernativo con l'Albania.

## Processo
Secondo i giudici la colpa era da dividere tra i comandanti delle due imbarcazioni: sia la sentenza di primo grado, giunta nel 2005, sia quella di secondo grado, del 2011 e quella della Cassazione nel 2014, hanno stabilito che il comandante della Katër i Radës aveva effettuato delle manovre scorrette, non ascoltando le intimazioni, mentre la corvetta italiana cercava energicamente di impedire il passaggio. La condanna per Namik Xhaferi, al comando della motovedetta albanese, fu inizialmente di quattro anni di carcere, poi ridotti in appello a tre anni e dieci mesi e successivamente ridotta a tre anni e sei mesi in Cassazione; quella per Fabrizio Laudadio, comandante della Sibilla, ammontava inizialmente a tre anni, poi ridotti a due anni e quattro mesi in appello, e scesa definitivamente a due anni in Cassazione.
Il 26 gennaio 2000 è stata presentata alla Camera, l'interpellanza parlamentare (2-02197) a firma Nardini, Giordano, Vendola, Mantovani, De Cesaris per chiedere al Presidente del Consiglio Romano Prodi e al Ministro della Difesa Beniamino Andreatta di riferire in merito al "verbale della testimonianza del capitano di corvetta Angelo Luca Fusco i cui contenuti – se confermati – indicano una grave responsabilità dei vertici militari e politici nell'affondamento della nave albanese". In una puntata della trasmissione televisiva Ballarò del 2013, viene riportata una dichiarazione di Romano Prodi, all'epoca dei fatti Presidente del Consiglio: "La sorveglianza dell'immigrazione clandestina attuata anche in mare rientra nella doverosa tutela della nostra sicurezza e nel rispetto della legalità che il governo ha il dovere di perseguire".

## Ricorso alla Corte europea dei diritti dell'uomo

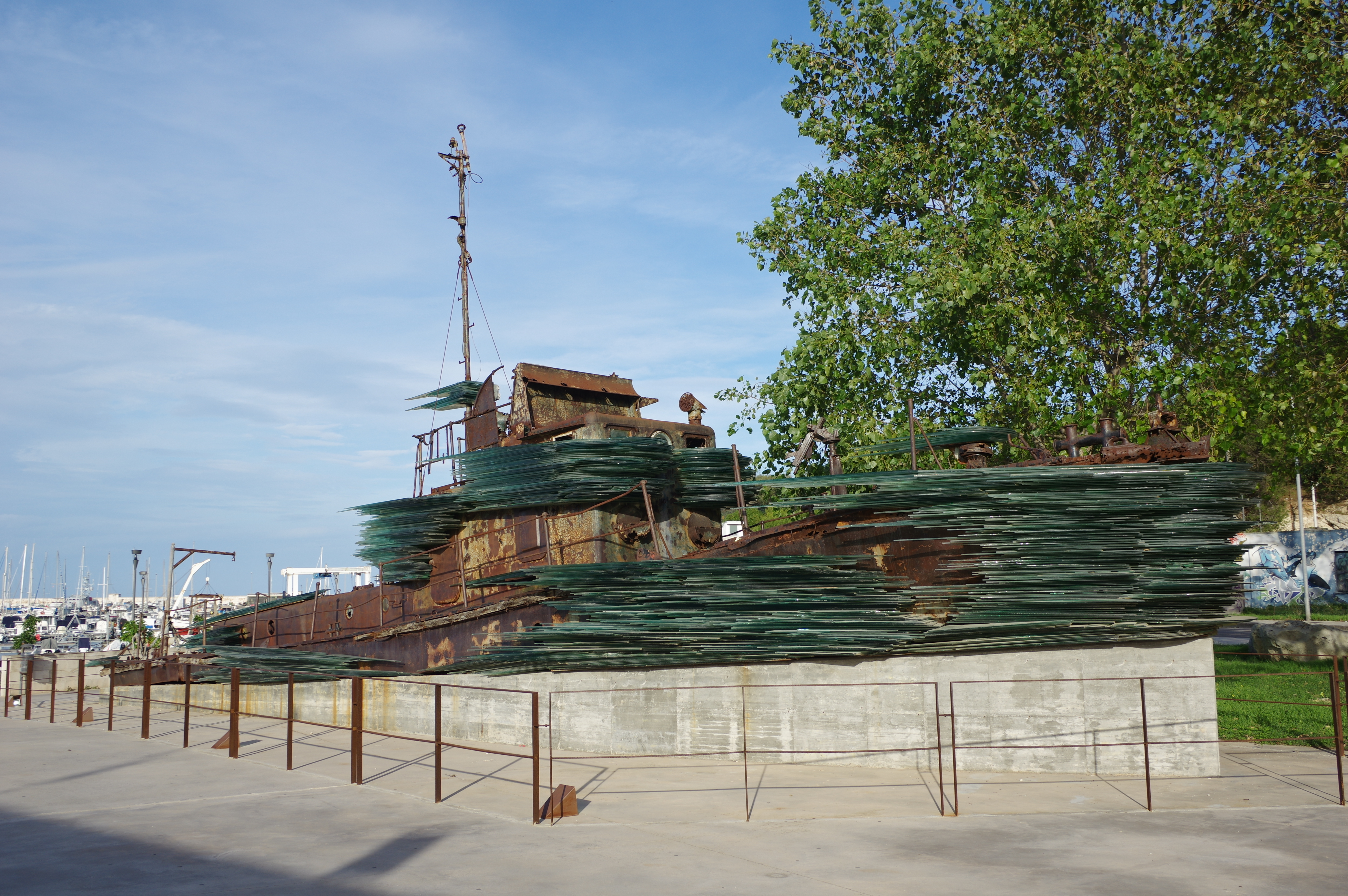
Il relitto della Katër i Radës nel memoriale L'Approdo. Opera all'Umanità Migrante di Costas Varotsos (porto di Otranto)

Il caso "Xhavara e altri contro Italia e Albania" venne ritenuto inammissibile poiché i rimedi nazionali non erano ancora esauriti al momento del deposito del ricorso.
La Corte europea dei diritti dell'uomo assunse la propria giurisdizione sulla base dell'accordo bilaterale tra l'Albania e l'Italia. Dal momento che la nave affondata venne recuperata a 56 km dalla costa italiana, a 16 km dalla costa albanese e a 24 km dalle acque territoriali albanesi, la Corte ritenne l'Italia responsabile dell'incidente in quanto esercitante attività al di fuori della propria giurisdizione; l'Italia venne inoltre incaricata di svolgere un'indagine sui decessi, requisito che è stato ritenuto soddisfatto dalla procedura di omicidio colposo avviata nei confronti del comandante della nave italiana.
Al termine di otto anni di procedimento, il tribunale di Brindisi condannò i comandanti italiano e albanese per "naufragio e omicidio colposo", attribuendo la responsabilità dell'"incidente" ad entrambi a livello individuale. Peraltro, la più ampia catena di comando, che stabilì il quadro giuridico, i discorsi e il consolidamento delle pratiche che portarono all'affondamento non furono oggetto di indagini giudiziarie.

## Ricordo
La tragedia di Otranto è entrata nel repertorio delle canzoni popolari albanesi relative all'emigrazione degli albanesi all'estero. I protagonisti di questa pratica sono stati gli intellettuali locali chiamati rapsod che hanno raccontato la mitologia del kurbet prima della seconda guerra mondiale con la migrazione. Si servono di metafore e strumenti di performance tratti dalla poesia popolare orale e da lamenti di morte che reagiscono alle migrazioni per fissarle nella memoria della comunità. Questo divenne uno strumento per rispondere alla perdita di vite umane per la tragedia di Otranto e per altri tragici eventi.
Il relitto del Kateri i Radës fu recuperato e depositato in un angolo del porto di Brindisi. In seguito, venne collocato in. un'area verde nel porto di Otranto come monumento memoriale della sciagura: progettato dallo scultore greco Costas Varotsos, l'allestimento ebbe un costo di 150.000 euro. intitolato L'Approdo. Opera all'Umanità Migrante. I fotografi Arta Ngucaj e Arben Beqiraj pubblicarono le immagini della nave sul quotidiano italo-albanese Shqiptari i Italisë, e le famiglie delle vittime chiesero che il relitto del Kateri i Radës fosse restituito all'Albania.